# Cordia domingensis
Cordia domingensis är en strävbladig växtart som beskrevs av Jean-Baptiste de Lamarck. Cordia domingensis ingår i släktet Cordia, och familjen strävbladiga växter. Inga underarter finns listade i Catalogue of Life.